# FIA Marathonrallye Worldcup

Logo des bis zum Jahr 2011 existierenden FIA Cross-Country Rally World Cup.

Der FIA Marathonrallye Worldcup (FIA Worldcup for Cross Country Rallys) ist eine jährlich stattfindende Offroad-Rallye unter Aufsicht der FIA.
Die erste Saison wurde 1993 damals noch unter den Namen „FIA Cross-Country Rally World Cup“ durchgeführt. Seit der Saison 2011 wurde der bestehende „FIA Cross-Country Rally World Cup“ mit dem „FIA International Cup for Cross-Country Bajas“ zusammengelegt.
Am Worldcup nehmen neben den Werksteams von Mitsubishi und Volkswagen auch kleine Teams wie BMW X-Raid und unzählige Privatpersonen mit stark modifizierten Geländewagen teil. Die Marathonrallyes des Worldcups sind die Manateq Qatar Cross Country Rally, die Abu Dhabi Desert Challenge, das Turkmen Desert Race, die Rally Kazakhstan sowie die Rallye du Maroc.
Zwischen 2001 und 2003 wurde versucht, auch in Deutschland einen Lauf zum Worldcup zu organisieren, dieser nannte sich „Baja Deutschland“. Aufgrund fehlender Lobby wurde diese Veranstaltung zwar „unter Aufsicht“ der FIA ausgetragen, aber von den Sportkommissaren nie als ein „echter“ Worldcup-Lauf angesehen. Von 2008 bis 2017 fand die Baja Deutschland und ab 2019 die Baja Europe als lizenzfreies Rallye-Raid-Rennen statt.

## Rennen
Seit dem Jahr 2011 wird zwischen folgenden Events unterschieden, die zu ein gemeinsamer World Cup zusammengefasst werden:
- Cross Country Rally: Das Event ist zwischen 1.200 & 3.000 Kilometer lang und geht maximal 8 Tage, inklusive Abnahmen und Prolog.
- Cross Country Marathon: Das Event ist minimal 5.000 Kilometer lang und geht maximal 21 Tage, inklusive Abnahmen und Prolog.
- Cross Country Baja: Das Event ist 600 bis 1.000 Kilometer lang, die Rally geht 1 bis 2 Tage, abzüglich Abnahmen und Prolog.[3]

Der Worldcup ist offen für Fahrzeuge der Gruppen T1 (Rallye Prototypen), T2 (Seriennahe Rallye Fahrzeuge ), T3 (Rallye Sonderfahrzeuge) & T4 (Rallye-Raid-LKW). Fahrzeuge der Gruppe T4 sind zwar Startberechtigt, sammeln aber keine Weltcup-Punkte.

## Meister

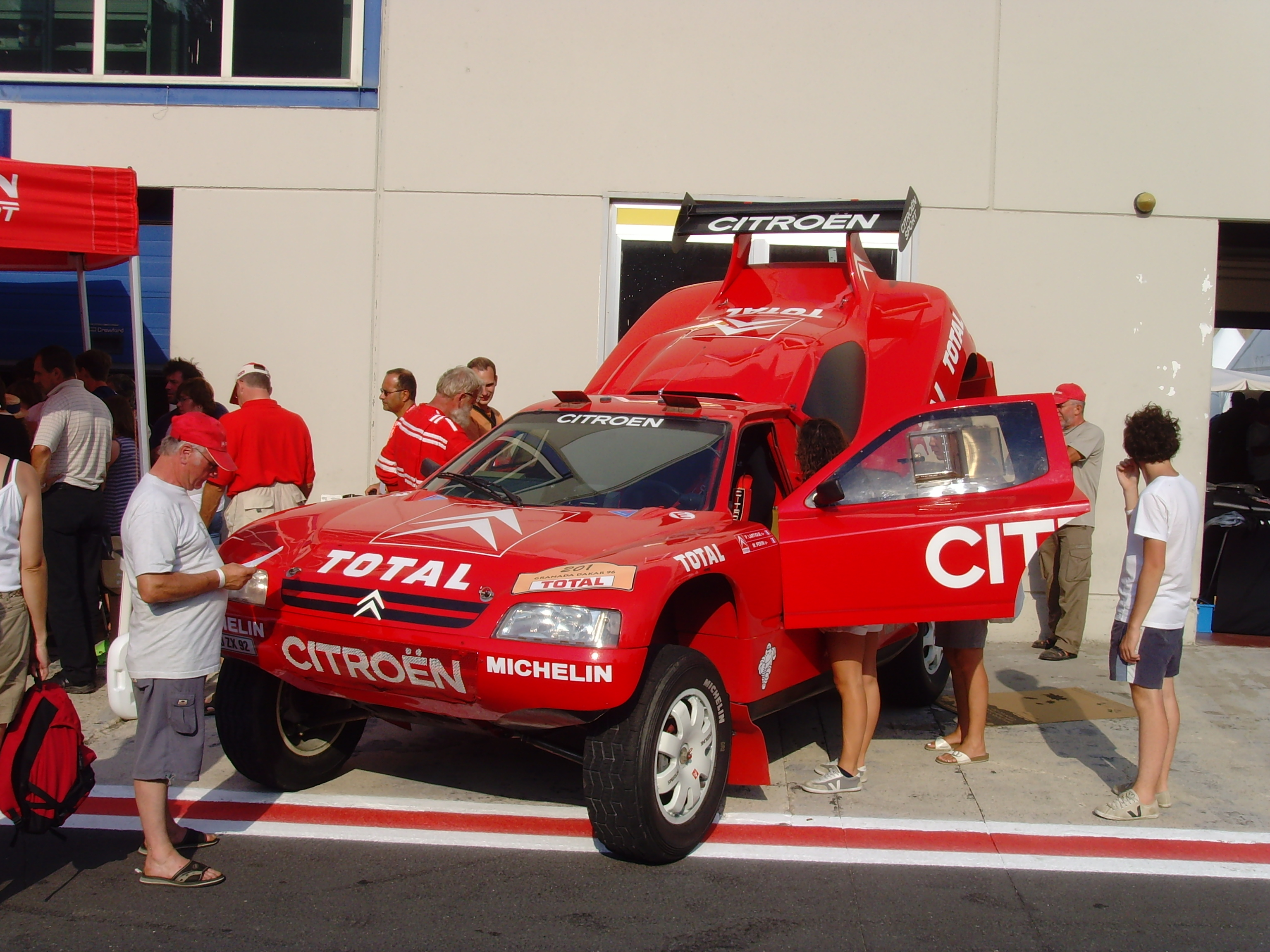
Bild eines, zwischen 1993 & 1997 erfolgreichen, Citroën ZX Rallye-raid.

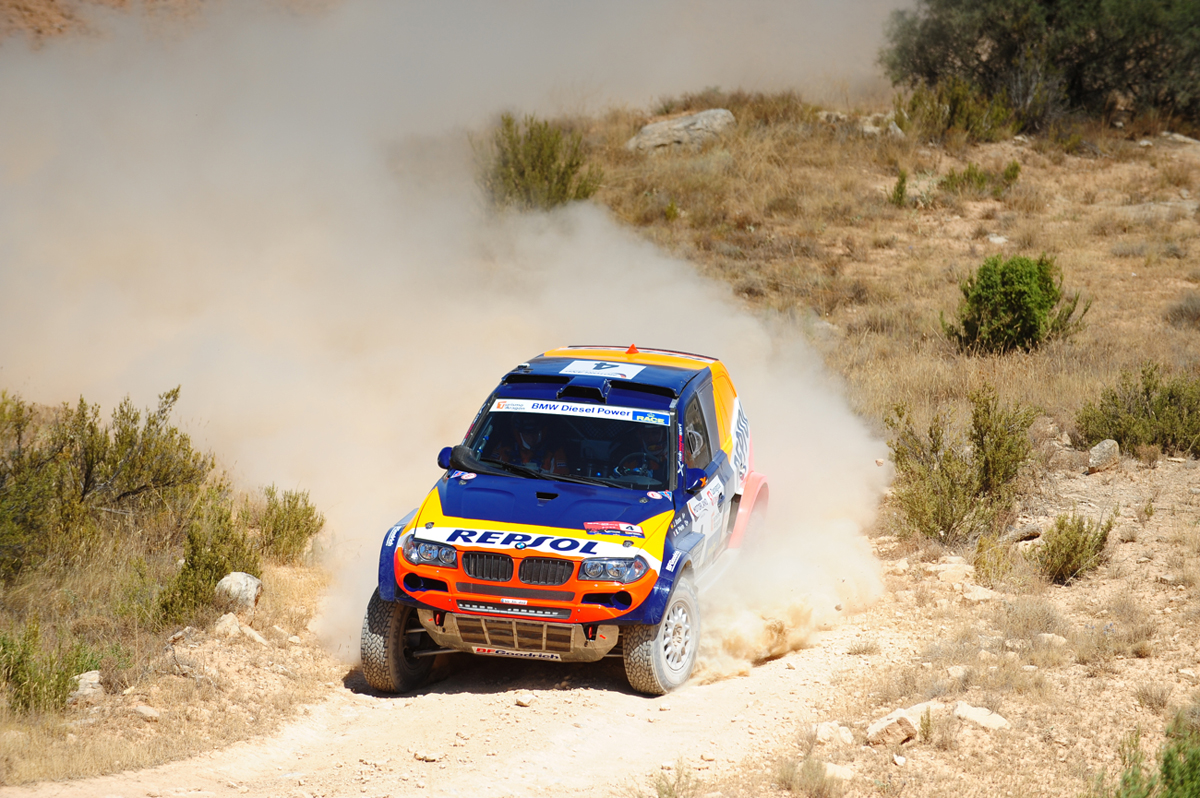
Ein BMW X3 CC X-raid, während der 2009 Baja España-Aragón.

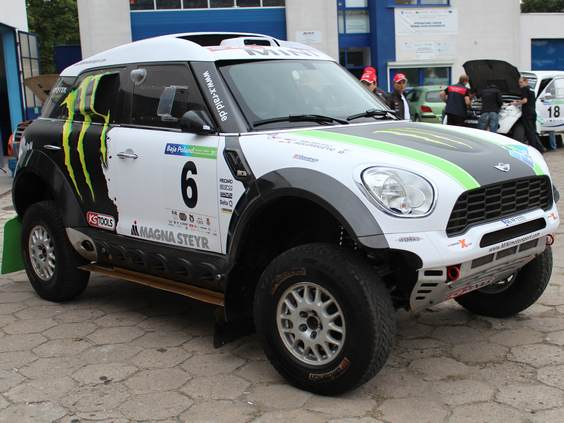
Ein Mini All4 Racing X-Raid, während der 2012 Baja Poland.

| Jahr | Fahrer               | Beifahrer                   | Fahrzeug                       |
| ---- | -------------------- | --------------------------- | ------------------------------ |
| 1993 | Pierre Lartigue      | Michel Périn                | Citroën ZX Rallye-raid         |
| 1994 | Pierre Lartigue      | Michel Périn                | Citroën ZX Rallye-raid         |
| 1995 | Pierre Lartigue      | Michel Périn                | Citroën ZX Rallye-raid         |
| 1996 | Pierre Lartigue      | Michel Périn                | Citroën ZX Rallye-raid         |
| 1997 | Ari Vatanen          | Fred Gallagher              | Citroën Citroën ZX Rallye-raid |
| 1998 | Jean-Louis Schlesser | Philippe Monnet             | Schlesser Buggy X 202          |
| 1999 | Jean-Louis Schlesser | Philippe Monnet             | Schlesser Buggy X 301          |
| 2000 | Jean-Louis Schlesser | Henri Magne                 | Schlesser Buggy X 301          |
| 2001 | Jean-Louis Schlesser | Henri Magne                 | Schlesser Buggy X 301          |
| 2002 | Jean-Louis Schlesser | Henri Magne                 | Schlesser Buggy X 431          |
| 2003 | Carlos Sousa         | Henri Magne                 | Mitsubishi Pajero Evolution    |
| 2004 | Khalifa Al-Mutaiwei  | Alain Guehennec             | BMW X5                         |
| 2005 | Bruno Saby           | Michel Périn                | Volkswagen Race Touareg        |
| 2006 | Sergei Schmakow      | Konstantin Meschtscherjakow | Buggy ZIL                      |
| 2007 | Carlos Sainz         | Michel Périn                | Volkswagen Race Touareg        |
| 2008 | Nasser Al-Attiyah    | Tina Thörner                | BMW X3 CC X-raid               |
| 2009 | Guerlain Chicherit   | Tina Thörner                | BMW X3 CC X-raid               |
| 2010 | Leonid Nowizki       | Andreas Schulz              | BMW X3 CC X-raid               |
| 2011 | Leonid Nowizki       | Andreas Schulz              | BMW X3 CC X-raid               |
| 2012 | Khalifa Al-Mutaiwei  | Andreas Schulz              | Mini All4 Racing X-Raid        |
| 2013 | Krzysztof Hołowczyc  | Andreas Schulz              | Mini All4 Racing X-Raid        |
| 2014 | Wladimir Wassiljew   | Konstantin Schilzow         | Mini All4 Racing X-Raid        |
| 2015 | Nasser Al-Attiyah    | Mathieu Baumel              | Mini All4 Racing X-Raid        |
| 2016 | Nasser Al-Attiyah    | Mathieu Baumel              | Toyota Hilux 4x4               |
| 2017 | Nasser Al-Attiyah    | Mathieu Baumel              | Toyota Hilux 4x4               |
| 2018 | Jakub Przygoński     | Tom Colsoul                 | Mini John Cooper Works WRC     |
| 2019 | Stéphane Peterhansel | Andrea Peterhansel          | Mini John Cooper Works WRC     |